# Surami
Surami (in georgiano სურამი) è un comune della Georgia, situato nella regione di Shida Kartli.